# Sonic Jump
Sonic Jump (яп. ソニックジャンプ Соникку Дзямпу, с англ. — «Соник: Прыжок») — видеоигра в жанре платформер из серии Sonic the Hedgehog, выпущенная на мобильных телефонах в 2005 году и распространявшаяся через сервисы Sonic Cafe и Sega Mobile. Позднее игра была перенесена на устройства с поддержкой операционных систем iOS и Android.
Геймплей Sonic Jump наследует игровую механику старых игр серии, выпущенных в 1990-е годы, однако передвижение по уровням происходит посредством вертикального скроллинга, а игровой персонаж самостоятельно прыгает по платформам. По сюжету доктор Эггман похитил камни Изумруды Хаоса, чтобы захватить с их помощью мир, и построил семь роботов, которые могут победить ежа Соника. Главный герой, вместе со своими друзьями, собирается разрушить коварные планы учёного.
Игра была разработана студиями Sonic Team и Hardlight. После выхода Sonic Jump была положительно оценена прессой и стала коммерчески успешной. Журналисты хвалили платформер за графику и звук, но критиковали игровой процесс. В 2008 и 2014 годах соответственно вышли продолжения игры под названиями Sonic Jump 2 и Sonic Jump Fever.

## Игровой процесс

Ёж Соник на уровне «Green Hill» (версия для мобильного телефона). Игровой процесс схож с классическими играми Sonic the Hedgehog для консоли Mega Drive/Genesis, за исключением вертикального построения уровней

Sonic Jump является платформером, выполненным в двухмерной графике. Незадолго до начала событий игры, доктор Эггман похищает все Изумруды Хаоса. Ёж Соник находит злодея и, взорвав его летающий корабль, забирает у него камни. Через некоторое время учёный снова собирает все Изумруды и оживляет семь роботов, которые могут победить главного героя. Ёж вместе с друзьями, лисёнком Тейлзом и ехидной Наклзом, начинает сражаться с Эггманом за драгоценные камни. В конце игры главный герой успешно побеждает злодея, после чего он возвращается к себе домой вместе с собранными камнями и освобождёнными зверушками. Сам Эггман пытается улететь на свою космическую базу, но из-за перегрева своего летательного аппарата падает обратно на планету, похожую на Землю.
От игрока требуется пройти от пяти до семи уровней (в зависимости от версии игры), называемых зонами («Green Hill», «Blue Sky», «Mechanical», «Mountain», «Jungle», «Cosmic» и «Bonus»), каждая из которых разделена на три акта (в ремейке 2012 года на одиннадцать) и заполнена различными врагами-роботами — бадниками (англ. Badnik). В отличие от остальных частей серии, в Sonic Jump перемещение по уровням происходит только посредством вертикального скроллинга, и следовательно персонажу необходимо запрыгивать по летающим платформам или пружинам. В оригинале пройденное расстояние отображается на шкале, расположенной в правой части экрана, но в переиздании 2012 года она отсутствует. Герой автоматически совершает прыжки, а игрок всего лишь контролирует его движения влево и вправо. За удачное приземление на платформу начисляются дополнительные очки. Во время прохождения зоны игрок собирает золотые кольца, служащие защитой от врагов, и нужные для получения дополнительных жизней или Изумрудов Хаоса, и для покупки бонусов в специальном магазине. Если персонажу будет нанесён урон, то он потеряет десять колец, а при полном их отсутствии и неудачном нападении — может погибнуть; также герой теряет жизнь после падения в нижнюю границу игры. В таком случае прохождение уровня начинается либо заново, либо с контрольной точки. Кроме того, на зонах разбросаны кольца красного цвета со звездой (по три штуки на каждом акте) и многочисленные бонусы, хранящиеся в специальных мониторах — например, временная неуязвимость или бомбы для уничтожения противников. Для завершения прохождения актов необходимо добраться до самой верхней границы уровня и коснуться таблички с изображением Эггмана; на последнем акте проходит битва с боссом — самим Эггманом. В зависимости от затраченного времени на прохождение уровня и собранных красных колец, в конце акта игроку присуждаются ранг (оценка) и бонусные очки. Переиздание 2012 года содержит два режима: «Story» и «Arcade». Первый включает в себя историю, а второй представляет собой бесконечный этап, где целью игрока является набор наибольшего числа очков до того момента, как произойдёт гибель персонажа. При наличии интернет-соединения в устройствах с операционными системами iOS и Android вся статистика отображается в онлайн-таблице рекордов.
В версии игры 2005 года игрок проходит уровни только Соником, а ремейк может проходить лисом Тейлзом, летучей мышью Руж, ехидной Наклзом, ежихой Эми Роуз, ежом Сильвером и кошкой Блейз, выбрав определённого персонажа в меню. Все вышеназванные герои, кроме Соника, в начале игры недоступны, и чтобы их разблокировать, игроку нужно выполнить определённые задания (например, пройти определённое количество актов). Каждый персонаж обладает своими характеристиками. Тейлз, благодаря своей способности к полёту с помощью двух хвостов, может контролировать свой спуск на платформу. Руж может задержать на короткое время свой прыжок. Наклз уничтожает врагов тяжёлым ударом, Блейз — огненными шарами, а Сильвер — защитным щитом после левитации. Несмотря на различные особенности, все персонажи (в том числе Соник и Эми) умеют выполнять двойной прыжок и обладают способностью ускоряться, что позволяет пройти уровень быстрее. Последний приём активизируется с помощью бонуса или телепортационного кольца, и доступен только в течение ограниченного времени. Во время ускорения персонаж может собирать сферы и кольца для получения дополнительных очков.

## Разработка и выход игры
Оригинальная версия игры для мобильных телефонов была создана студиями Sonic Team и AirPlay. Большинство спрайтов персонажей и врагов были взяты из игры Sonic Advance, а стилистика зон заимствована с первых частей франшизы, выходивших на консоли Mega Drive/Genesis. Музыкальное сопровождение было использовано из Sonic Adventure 2. Мобильная версия Sonic Jump была издана в Японии в 2005 году, и распространялась через сервис цифровой дистрибуции Sonic Cafe. Через два года оригинал также был выпущен в Sega Mobile, целевой аудиторией которого были пользователи из стран Северной Америки и Европы. Издателем игры во всех регионах выступала компания Sega.
В 2012 году студия Hardlight разработала ремейк Sonic Jump для мобильных устройств с поддержкой операционных систем iOS и Android. Данная версия игры имеет изменённую графику, добавлены два режима и специальный магазин для покупки различных бонусов. В качестве игрового персонажа, помимо Соника, стали доступны лисёнок Тейлз и ехидна Наклз. 26 ноября 2012 года было выпущено обновление, которое добавляло в игру новый уровень «Blue Sky», нового игрового персонажа ежиху Эми Роуз, и режим «Global Challenge», в котором игроки должны были достичь Луны, чтобы разблокировать ещё одного персонажа — кошку Блейз. 19 декабря было выпущено новое дополнение, добавляющее новые битвы с боссами, персонажей ежа Сильвера и летучую мышь Руж и дополнительные приспособления на уровнях, такие как диагональные пружины.

## Оценки и мнения
| Сводный рейтинг    | Сводный рейтинг          |
| Агрегатор          | Оценка                   |
| ------------------ | ------------------------ |
| GameRankings       | 72,90 % (iOS)            |
| Metacritic         | 77/100 (iOS)             |
| Иноязычные издания |                          |
| Издание            | Оценка                   |
| IGN                | 5/10 (моб.) 7,5/10 (iOS) |
| 148Apps            | (iOS)                    |
| Digital Spy        | (iOS)                    |
| Gaming Illustrated | 72 % (iOS)               |
| Modojo             | (моб.) · 7/10 (iOS)      |
| Pocket Gamer       | 6/10 (моб.) 8/10 (iOS)   |

Оригинальная версия Sonic Jump для мобильных телефонов была неоднозначно оценена прессой. Журналисты хвалили игру за хорошую графику и звук, но критиковали игровой процесс. Леви Бьюкенен из IGN хотя и положительно оценил дизайн уровней, который, по его мнению, «вырезан из той же ткани», что и другие части франшизы, но посчитал геймплей скучным из-за однообразного прохождения. «Я понимаю желание Sega Mobile использовать знакомого персонажа для продажи загружаемого контента, но второсортная игра вредит бренду и оказывает медвежью услугу преданным фанатам Соника», — подытоживал рецензент. Представитель сайта Modojo Роберт Фэлкон писал в своём обзоре, что только молодые игроки и поклонники серии смогут по-достоинству оценить Sonic Jump; в то же время он поддержал мнение Бьюкенена по поводу вреда для серии выхода данного платформера. Стюарта Дреджа (Pocket Gamer) впечатлила задумка разработчиков создать игру про Соника с вертикальным построением уровней, но реализация данного концепта по причине отсутствия высокой скорости прохождения его разочаровала.
В отличие от оригинала, ремейк 2012 года получил от журналистов положительные отзывы. По данным сайтов GameRankings и Metacritic, средние оценки игры составляют 72,90 % и 77 баллов соответственно. На июль 2013 года игра для iOS и Android была загружена более восьми миллионов раз. Некоторые ресурсы сравнивали Sonic Jump с игрой Doodle Jump. Представитель сайта Pocket Gamer Гарри Слэйтер заявил в своей рецензии, что игра, благодаря отзывам и стилистике, сможет «выделиться из толпы» платформеров. Джастин Дэвис (IGN) в своём обзоре писал, что хотя первые уровни могут показаться игрокам бессмысленными по причине их лёгкости прохождения, но постепенно Sonic Jump переходит к более быстрому темпу. Картер Дотсон (148Apps) положительно отозвался о платформере, но его не впечатлили зоны по причине частного использования «Green Hill» и локации с тематикой джунглей. Критик рекомендовал разработчикам создать новые версии уровней, основанных на других частях серии (например, взять за основу «Aquatic Ruin» из Sonic the Hedgehog 2). Дэвис и представитель интернет-портала Gaming Illustrated Миранда Виссер в своих обзорах затронули тему цены, по которой продаётся платформер в сервисах цифровой дистрибуции. Оба критика посчитали цену 1,99$ за Sonic Jump слишком заниженной. «Sega не могла удержаться и зашла далеко с покупкой приложения», — писал журналист IGN. Вторая рецензентка порекомендовала поклонникам серии подождать снижения цены на продукт до 0,99$.

### Влияние
20 мая 2008 года Sonic Team издала для мобильных телефонов сиквел под названием Sonic Jump 2. Кроме названия и титульного экрана, игровой процесс и уровни полностью идентичны предшественнику. Помимо этого, после выхода ремейка в 2014 году состоялся выход продолжения Sonic Jump Fever, которое было разработано студией Hardlight для платформ с системами iOS и Android. Платформер распространяется по модели free-to-play. Основы игрового процесса аналогичны предшественнику, однако было добавлено несколько нововведений (например, мини-игры с поиском питомцев чао).
В 5-м выпуске журнала Sonic Super Digest издательства Archie Comics была опубликована комикс-адаптация Sonic Jump.